# Новопетрівка (Запорізький район)
Новопетрі́вка (раніше — Ейхенфельд, Дубівка, нім. Eichenfeld) — село в Україні, у Широківській сільській громаді Запорізького району Запорізької області. 
До 2020 орган місцевого самоврядування — Миколай-Пільська сільська рада.
Село постраждало внаслідок геноциду українського народу, проведеного урядом СРСР 1932–1933 та 1946–1947.

## Географія
Село Новопетрівка знаходиться за 3 км від правого берега річки Дніпро, на відстані 1 км від сіл Дніпрові Хвилі і Крилівське. По селу протікає пересихаючий струмок з загатою.

## Історія
Колонія Ейхенфельд заснована в 1869 році німцями-менонітами, переселенцями з Хортицьких колоній. Кожна сім’я отримала  по 50 десятин землі.
Станом на 1886 рік у німецькій колонії Ейхенфельд Миколайфельдської волості Катеринославського повіту Катеринославської губернії мешкало 226 осіб, налічувалось 38 дворових господарства, молитовний будинок, школа, лавка, столярна майстерня.

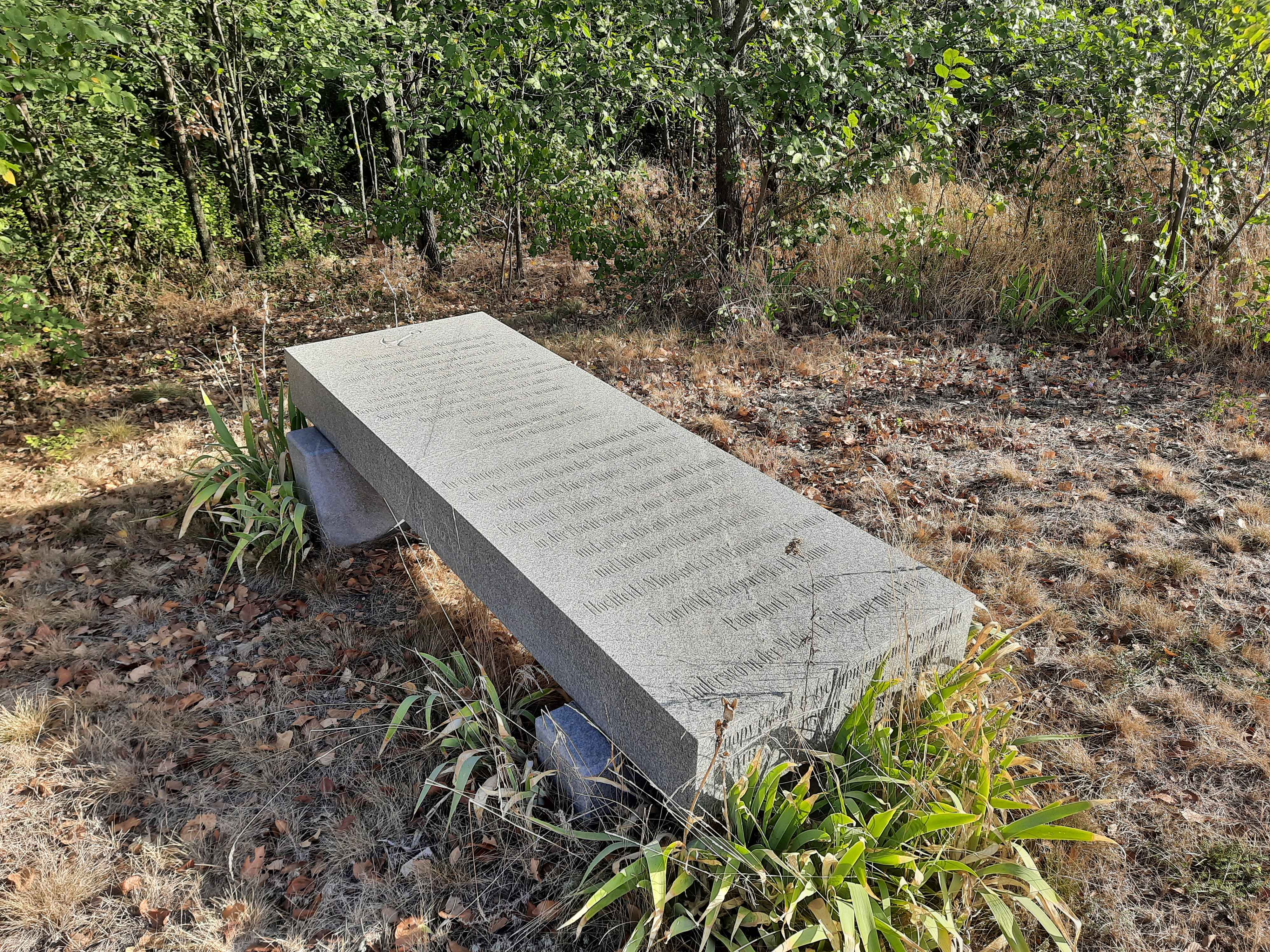

В 1913 році населення налічувало 307 осіб.
7 (20) листопада 1917 року, відповідно до Третього Універсалу Української Центральної Ради, увійшло до складу Української Народної Республіки.
В ніч з 26 на 27 жовтня 1919 році на Ейхенфельд напали загони армії Нестора Махна. 83 мешканців села було вбито. Махновці нібито відплатили селянам за створення у Айхенфельді загону самооборони. Загинуло більшість чоловіків села. Наступного ранку жінки та діти втекли до сусіднього села Адельсгейм. Тіла вбитих були поховані лише за декілька днів. Ті, хто зумів врятуватись, не могли примусити себе повернутись до рідного села. Поступово будинки у покинутому селі були розграбовані, а потім зайняті іншими селянами — не менонітами. Оскільки садиби були завеликі для нових мешканців, вони розібрали більшість з них для того, щоб збудувати менші хати. Решту будівель спалили. В 1921–1922 роках колишнім мешканцям Ейхенфельду запропонували заснувати нове село за кілометр від Гохфельда. Більшість менонітів залишилися там, де раніше прижилися, а нове село заселили безземельними селянами з Гохфельда.

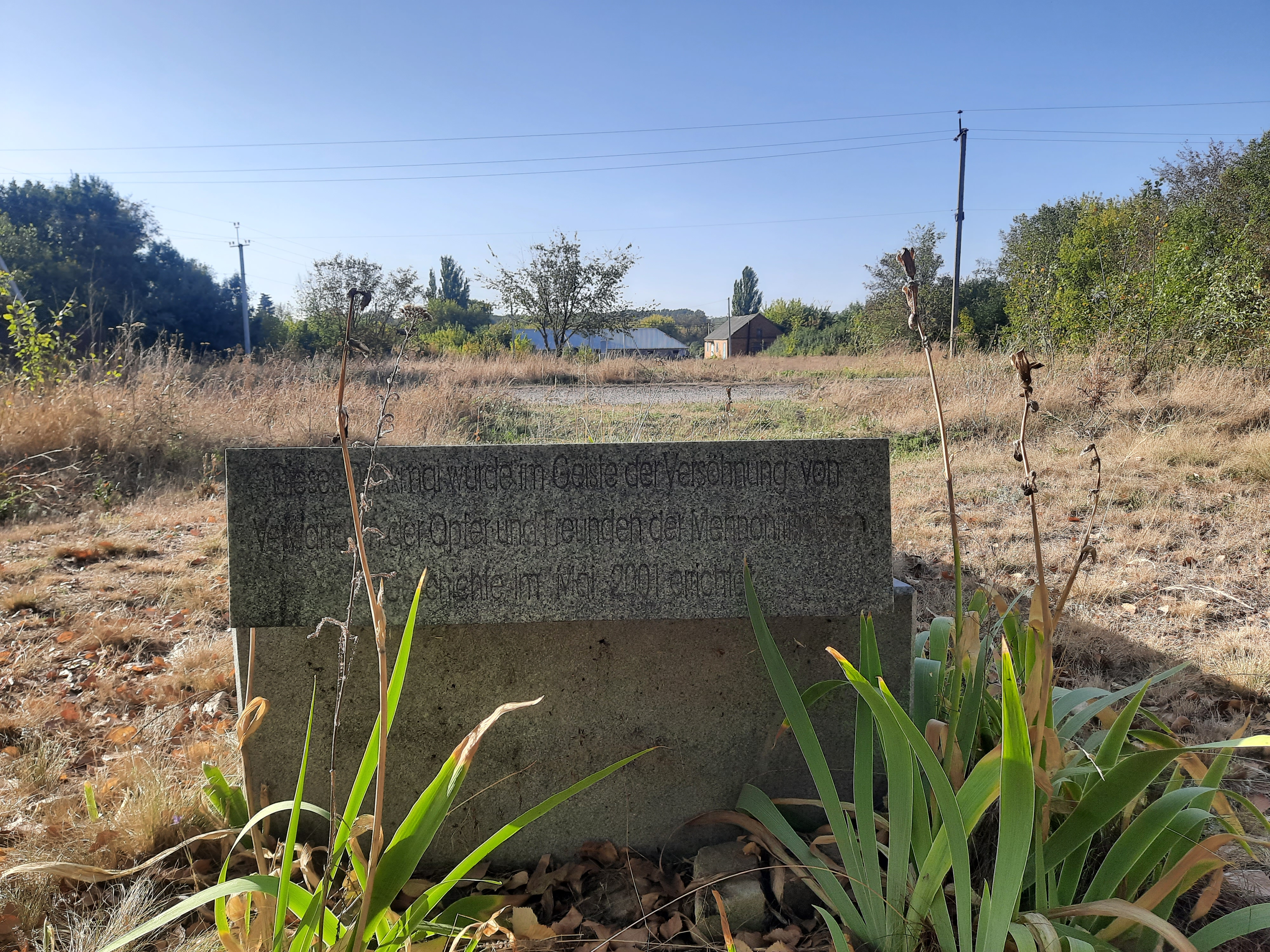
Пам'ятник менонітам-жертвам Громадянської війни 1918-1920 років в селі Новопетрівка

На згадку про ту жахливу різню у селі нащадками, менонітами з Канади та США, у 2001 році був встановлений пам'ятник. Пам'ятний знак запроєктував дизайнер Пол Епп (Торонто, Канада). На ньому нанесено текст українською та німецькою мовами:
На печальну згадку про Менонітів - жертв Громадянської війни та різанини в Миколайпільській волості 1918–1920 рр.
Айхенфельд / Дубівка в ніч з 26 на 27 жовтня 1919 року та декілька наступних днів було вбито 76 чоловіків та 6 жінок.
Всіх поховано в дванадцяти могилах, розташованих поблизу.
Хохфельд / Морозівка — 13 чоловіків та 3 жінок
Францфельд / Варварівка — 11 чоловіків
Петерсдорф — 9 чоловіків
Також в інших місцях волості було вбито 17 чоловіків та 1 жінку
“…вони перекують свої мечі на рала, а списи свої на серпи…”   Книга Пророка Ісаї 2:4
Споруджено на знак скорботи та примирення родичами жертв та друзями менонітської історії. Травень 2001 року
З 1917 — у складі УНР, з весни 1918 — у складі Української Держави, з кінця 1918 — під контролем революційної армії Нестора Махна. З 1922 по 1941 — під радянською окупацією. 1932 радянська влада вдалася до терору голодом, від якого загинули переважно старші люди та діти. У селі постійно працювали бригади «буксирів», які остаточно позбавили село їстівного. З 1941 по 1943 — під німецькою окупацією. З 1943 по 1991 — знову під радянською окупацією. З 1991 року — у складі Незалежної України.
12 червня 2020 року, відповідно до Розпорядження Кабінету Міністрів України від № 713-р «Про визначення адміністративних центрів та затвердження територій територіальних громад Запорізької області», увійшло до складу Широківської сільської громади.
19 липня 2020 року, в результаті адміністративно-територіальної реформи та ліквідації колишнього Запорізького району (1965—2020), село увійшло до складу новоутвореного Запорізького району.

## Населення
За даними перепису населення 2001 року у селі проживали 599 осіб.
Рідною мовою назвали:
| Мова       | Кількість осіб | Відсоток |
| ---------- | -------------- | -------- |
| українська | 504            | 84,14%   |
| російська  | 93             | 15,53%   |
| болгарська | 2              | 0,33%    |